# Valdeci Basílio da Silva
Valdeci Basílio da Silva (* 14. Juli 1972 in Andradina) ist ein ehemaliger brasilianischer Fußballspieler.

## Karriere
Basílio begann seine Karriere 1993 bei EC XV de Novembro (Jaú). 1996 unterschrieb er einen Vertrag beim Erstligisten Coritiba FC. 1998 wechselte er zum japanischen Kashiwa Reysol. 1999 wechselte er zu Coritiba FC. Von 2000 bis 2005 war er außerdem noch bei den Vereinen SE Palmeiras, AA Ponte Preta, Grêmio FBPA und FC Santos unter Vertrag. Mit Santos wurde er 2004 brasilianischer Meister. 2006 wechselte er zum japanischen Tokyo Verdy. Danach spielte er beim brasilianische Marília AC, Itumbiara EC und Grêmio Barueri.

## Erfolge
Coritiba
- Staatsmeisterschaft von Paraná: 1999

Ituano
- Staatsmeisterschaft von São Paulo: 2002

FC Santos
- Brasilianischer Meister: 2004

Itumbiara
- Staatsmeisterschaft von Goiás: 2008